# Drillers de Tulsa
Les Drillers de Tulsa (en anglais : Tulsa Drillers) sont une équipe de ligue mineure de baseball de niveau AA basée à Tulsa en Oklahoma, aux États-Unis, et faisant partie de la Texas League.
Le club est fondé à Lafayette en 1975 mais ne joue que deux saisons dans cette ville de Louisiane sous le nom de Lafayette Drillers avant de s'établir à Tulsa en Oklahoma en 1977.
Depuis 2015, les Drillers de Tulsa sont le club-école de niveau AA des Dodgers de Los Angeles de la Ligue majeure de baseball. L'équipe a précédemment été affiliée aux Rangers du Texas de 1977 à 2002 puis aux Rockies du Colorado de 2003 à 2014.
Depuis 2010, les Drillers jouent leur match locaux au ONEOK Field, un stade de baseball de 7 833 places.

## Histoire

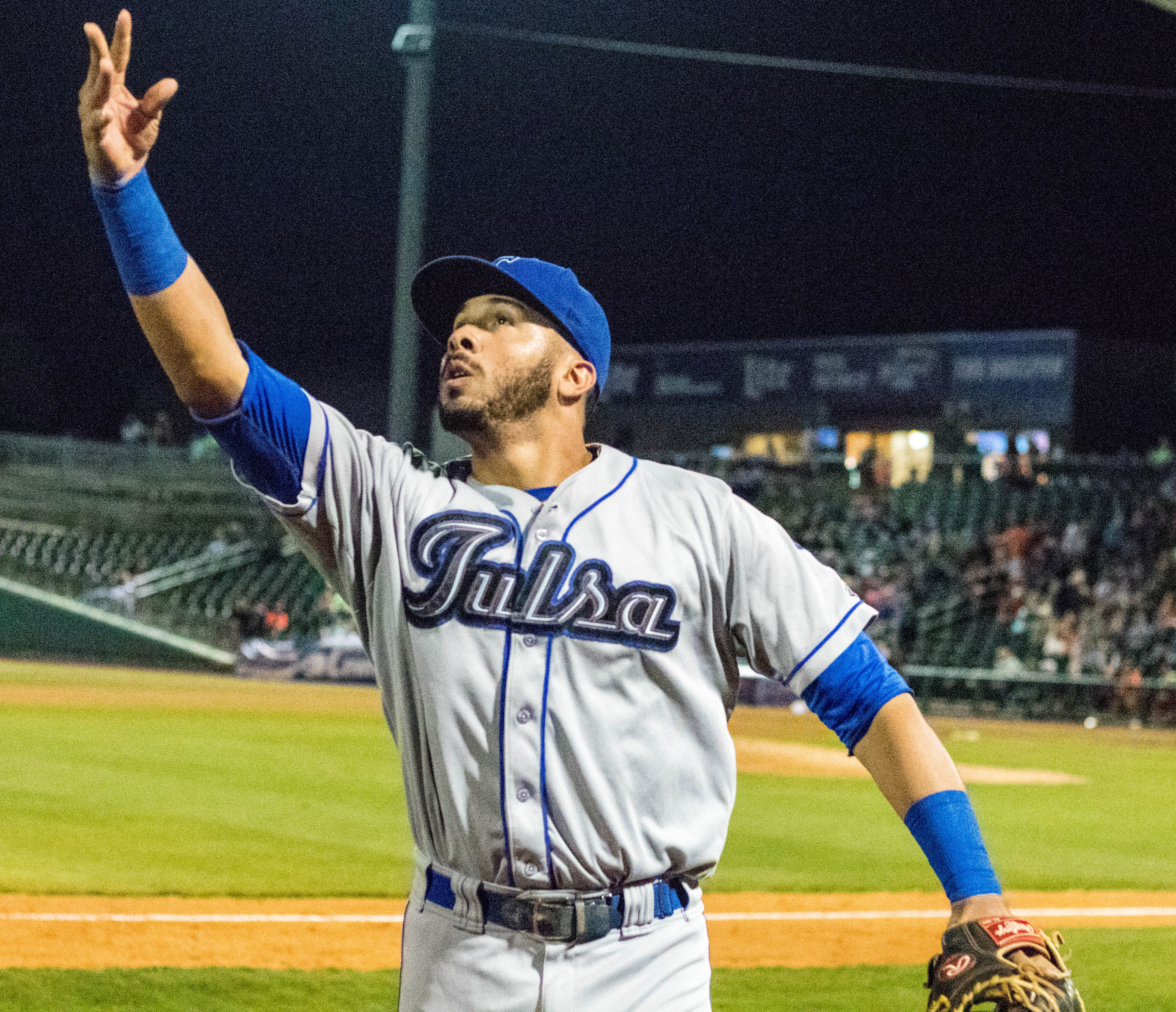
Edwin Ríos, un joueur des Drillers en 2017.

Le club est fondé à Lafayette en 1975 mais ne joue que deux saisons dans cette ville de Louisiane sous le nom de Lafayette Drillers avant de s'établir à Tulsa en Oklahoma en 1977.
En 1976, la ville de Tulsa risque d'être sans baseball professionnel pour la première fois depuis la fin de la Seconde Guerre mondiale lorsque A. Ray Smith, le propriétaire des Oilers de Tulsa, décide de déménager le club mineur vers La Nouvelle-Orléans, excédé que ses appels pour trouver des appuis financiers privés et publics pour construire un nouveau stade furent restés sans réponse. Un homme d'affaires de Tulsa, Bill Rollings, achète alors les Drillers de Lafayette moins de 100 jours avant le début de la saison de la Ligue du Texas et les installe à Tulsa. Les Drillers évoluent au Oiler Park de 1977 à 1980, le même stade désuet que le propriétaire des Oilers cherchait à remplacer. Les débuts des Drillers sont compliqués par un incident le 3 avril 1977 lorsque Oiler Park accueille un match pré-saison de la Ligue majeure de baseball entre les Astros de Houston et les Rangers du Texas : durant un délai causé par la pluie, des gradins du stade s'effondrent, blessant 18 personnes. Les Drillers évoluent ensuite au Drillers Stadium de 1980 à 2009 avant de s'établir en 2010 au ONEOK Field.
Le chanteur country et animateur de télévision Roy Clark est l'un des copropriétaires des Drillers lors de leurs 6 premières saisons à Tulsa. Le propriétaire majoritaire du club est Went Hubbard de 1986 à 2006. Charles « Chuck » Lamson, lanceur des Drillers de 1979 à 1981, est directeur général du club avant d'acheter les parts de Hubbard en 2006 et être le propriétaire majoritaire de 2006 à 2010.
Les Drillers de Tulsa sont trois fois champions de la Texas League : en 1982, 1988 et 1998.
Les Drillers de Tulsa sont le club-école de niveau AA des Rangers du Texas de la Ligue majeure de baseball de 1977 à 2002, des Rockies du Colorado de 2003 à 2014, puis des Dodgers de Los Angeles à partir de 2015.
Le receveur étoile Iván Rodríguez, élu au Temple de la renommée du baseball, est un des anciens joueurs des Drillers les plus notables ; il joue à Tulsa en 1991. Parmi les anciens joueurs notables des Drillers, on compte Sammy Sosa en 1989, Carlos Peña en 2000, Matt Holliday en 2003, Troy Tulowitzki en 2006 et Dexter Fowler en 2008.